# Тищенко, Виталий Григорьевич
Вита́лий Григо́рьевич Ти́щенко (укр. Віталій Григорович Тищенко; род. 28 июля 1957, Носовка, Черниговская область) — советский легкоатлет, специалист по бегу на средние и длинные дистанции. Выступал за сборную СССР по лёгкой атлетике в 1978—1988 годах, обладатель бронзовой медали чемпионата Европы в помещении, многократный победитель первенств всесоюзного и республиканского значения, действующий рекордсмен Украины в беге на 1000 метров и в эстафете 4 × 800 метров, участник летних Олимпийских игр в Москве. Мастер спорта СССР международного класса.

## Биография
Виталий Тищенко родился 28 июля 1957 года в селе Носовка Черниговской области Украинской ССР.
Начал заниматься лёгкой атлетикой в 1976 году, проходил подготовку в Нежине и Киеве, был подопечным заслуженного тренера СССР Ивана Фёдоровича Леоненко. Выступал за добровольное спортивное общество «Буревестник» и Профсоюзы.
Впервые заявил о себе на всесоюзном уровне в сезоне 1979 года, когда на чемпионате страны в рамках VII летней Спартакиады народов СССР в Москве вместе с командой Украинской ССР стал бронзовым призёром в эстафете 4 × 800 метров. Показанный здесь результат 7:13.1 до настоящего времени остаётся национальным рекордом Украины в данной дисциплине.
Благодаря череде удачных выступлений удостоился права защищать честь страны на летних Олимпийских играх 1980 года в Москве — в программе бега на 1500 метров с результатом 3:41.5 остановился на стадии полуфиналов.
В 1981 году на чемпионате СССР в Москве одержал победу в дисциплине 1500 метров и взял бронзу в эстафете 4 × 800 метров. На соревнованиях в Киеве установил ныне действующий рекорд Украины в беге на 1000 метров — 2:16.8.
На чемпионате СССР 1982 года в Киеве выиграл серебряную медаль на дистанции 1500 метров, тогда как на последовавшем чемпионате Европы в Афинах финишировал в финале пятым.
В 1984 году на зимнем чемпионате СССР в Москве стал бронзовым призёром в беге на 3000 метров. На летнем чемпионате СССР в Донецке завоевал серебро и золото в беге на 1500 и 5000 метров соответственно. Кроме того, на 1500-метровой дистанции занял второе место на Мемориале братьев Знаменских в Сочи.
В 1985 году в дисциплине 3000 метров победил на зимнем чемпионате СССР в Кишинёве и получил бронзовую награду на чемпионате Европы в помещении в Пирее.
На чемпионате СССР 1987 года в Брянске был лучшим на дистанции 5000 метров.
В 1988 году на чемпионате СССР в Киеве вновь превзошёл всех соперников в беге на 5000 метров.
Выпускник филологического факультета Нежинского педагогического института.
За выдающиеся спортивные достижения удостоен почётного звания «Мастер спорта СССР международного класса».